# Khủng hoảng kinh tế
Khủng hoảng kinh tế là một giai đoạn suy thoái kéo dài, liên tục trong hoạt động kinh tế ở một hoặc nhiều nền kinh tế. Đây là một cuộc suy thoái kinh tế nghiêm trọng hơn là suy thoái kinh tế, là sự chậm lại của hoạt động kinh tế trong quá trình của một chu kỳ kinh doanh bình thường.
Khủng hoảng kinh tế được đặc trưng bởi độ đại của chúng, bởi tỷ lệ thất nghiệp gia tăng bất thường, giảm khả năng cung cấp tín dụng (thường do một số hình thức khủng hoảng tài chính hoặc ngân hàng), sản lượng thu hẹp khi người mua cạn kiệt và nhà cung cấp cắt giảm sản xuất và đầu tư, hơn thế nữa phá sản bao gồm các vụ vỡ nợ có chủ quyền, giảm đáng kể lượng thương mại và thương mại (đặc biệt là thương mại quốc tế), cũng như biến động giá trị tiền tệ tương đối nhiều biến động (thường do phá giá tiền tệ). Giảm phát giá, khủng hoảng tài chính, thị trường chứng khoán sụp đổ và ngân hàng thất bại cũng là những yếu tố phổ biến của suy thoái vốn thường không xảy ra trong thời kỳ suy thoái.

## Định nghĩa
Tại Hoa Kỳ, Văn phòng Nghiên cứu Kinh tế Quốc gia xác định sự thu hẹp và mở rộng trong chu kỳ kinh doanh, nhưng không tuyên bố các giai đoạn suy thoái. Nói chung, các giai đoạn được gắn nhãn suy thoái được đánh dấu bằng sự thiếu hụt đáng kể và kéo dài về khả năng mua hàng hóa so với số lượng có thể được sản xuất bằng cách sử dụng các nguồn lực và công nghệ hiện tại (sản lượng tiềm năng). Một định nghĩa khác được đề xuất về khủng hoảng bao gồm hai quy tắc chung:
1. Sự suy giảm trong GDP thực tế vượt quá 10%, hoặc
2. Suy thoái kéo dài từ 2 năm trở lên.

Cũng có nhiều sự khác nhau về khoảng thời gian khủng hoảng thông qua các định nghĩa. Một số nhà kinh tế học chỉ đề cập đến thời kỳ mà hoạt động kinh tế đang giảm sút. Tuy nhiên, việc sử dụng phổ biến hơn cũng bao gồm thời gian cho đến khi hoạt động kinh tế trở lại gần mức bình thường.
Suy thoái được định nghĩa ngắn gọn là một giai đoạn suy giảm hoạt động kinh tế trải rộng trên toàn nền kinh tế (theo NBER). Theo định nghĩa đầu tiên, mỗi đợt khủng hoảng sẽ luôn đồng thời với một đợt suy thoái, vì sự khác biệt giữa đợt khủng hoảng và đợt suy thoái là mức độ nghiêm trọng của sự sa sút trong hoạt động kinh tế. Nói cách khác, mỗi đợt khủng hoảng luôn là một đợt suy thoái, có cùng ngày bắt đầu và kết thúc và có cùng thời gian.
Theo định nghĩa thứ hai, khủng hoảng và suy thoái sẽ luôn là những sự kiện riêng biệt, tuy nhiên, có cùng ngày bắt đầu. Định nghĩa về khủng hoảng này ngụ ý rằng suy thoái và khủng hoảng sẽ có ngày kết thúc khác nhau và do đó thời gian cũng khác nhau. Theo định nghĩa này, thời gian khủng hoảng sẽ luôn đại hơn thời gian suy thoái bắt đầu cùng một ngày.
Một ví dụ hữu ích là sự khác biệt về niên đại của cuộc đại khủng hoảng ở Hoa Kỳ dưới góc nhìn của các định nghĩa thay thế. Sử dụng định nghĩa thứ hai về khủng hoảng, hầu hết các nhà kinh tế học gọi đại khủng hoảng, là giai đoạn từ năm 1929 đến 1941. Mặt khác, sử dụng định nghĩa thứ nhất, cuộc khủng hoảng bắt đầu vào tháng 8 năm 1929 kéo đại đến tháng 3 năm 1933. Lưu ý rằng NBER, mà công bố ngày suy thoái (thay vì khủng hoảng) của nền kinh tế Hoa Kỳ, đã xác định hai cuộc suy thoái trong thời kỳ đó. Lần đầu tiên từ tháng 8 năm 1929 đến tháng 3 năm 1933 và lần thứ hai bắt đầu vào tháng 5 năm 1937 và kết thúc vào tháng 6 năm 1938.

## Thuật ngữ
Ngày nay, thuật ngữ "khủng hoảng" thường được kết hợp với cuộc Đại khủng hoảng những năm 1930, nhưng thuật ngữ này đã được sử dụng từ rất lâu trước đó. Thật vậy, một cuộc khủng hoảng kinh tế lớn ở Mỹ ban đầu, Cuộc khủng hoảng năm 1819, được tổng thống James Monroe khi đó mô tả là "một cơn khủng hoảng", và cuộc khủng hoảng kinh tế ngay trước cuộc suy thoái những năm 1930, Cuộc suy thoái 1920–21, được gọi là "khủng hoảng" của chủ tịch Calvin Coolidge.
Tuy nhiên, trong thế kỷ 19 và đầu thế kỷ 20, các cuộc khủng hoảng tài chính theo truyền thống được gọi là "cơn hoảng loạn", ví dụ: Cơn hoảng loạn 'lớn' năm 1907 và cuộc khủng hoảng 'nhỏ' năm 1910 – 1911, mặc dù cuộc khủng hoảng năm 1929 thường được gọi là "Sự cố" và thuật ngữ "hoảng loạn" đã không còn được sử dụng nữa. Vào thời kỳ Đại khủng hoảng (những năm 1930), cụm từ "đại khủng hoảng" đã được sử dụng để chỉ giai đoạn 1873–96 (ở Vương quốc Anh), hoặc hẹp hơn là 1873–79 (ở Hoa Kỳ), từ đó được đổi tên thành Cuộc khủng hoảng đại.
Việc sử dụng phổ biến cụm từ "đại khủng hoảng" cho cuộc khủng hoảng những năm 1930 được cho là thường xuyên nhất của nhà kinh tế học người Anh Lionel Robbins, người có cuốn sách năm 1934 The Great Depression được cho là 'chính thức hóa' cụm từ này, mặc dù tổng thống Mỹ Herbert Hoover được nhiều người cho là có ' phổ biến 'thuật ngữ / cụm từ, đề cập một cách không chính thức về khủng hoảng là "khủng hoảng", với những cách sử dụng như "khủng hoảng kinh tế không thể chữa khỏi bằng hành động lập pháp hoặc tuyên bố hành pháp", (Tháng 12 năm 1930, Thông điệp gửi Quốc hội) và "Tôi không cần kiểm kê lại với bạn rằng thế giới đang trải qua một cuộc đại khủng hoảng"(1931).

## Tần suất xảy ra
Do thiếu một định nghĩa thống nhất và các mối liên hệ tiêu cực mạnh mẽ, việc mô tả đặc điểm của bất kỳ thời kỳ nào là "khủng hoảng" là điều dễ gây tranh cãi. Thuật ngữ này thường được sử dụng cho các cuộc khủng hoảng khu vực từ đầu thế kỷ 19 cho đến những năm 1930 và cho các cuộc khủng hoảng lan rộng hơn trong những năm 1870 và 1930, nhưng các cuộc khủng hoảng kinh tế kể từ năm 1945 thường được gọi là "suy thoái", với cuộc khủng hoảng toàn cầu năm 1970 được gọi là giống như "lạm phát đình trệ", nhưng không phải là khủng hoảng. Hai kỷ nguyên duy nhất thường được gọi là "thời kỳ khủng hoảng" vào thời điểm hiện tại là những năm 1870 và 1930.
Ở một mức độ nào đó, đây chỉ đơn giản là một sự thay đổi về mặt phong cách, tương tự như sự suy giảm trong việc sử dụng "hoảng loạn" để chỉ các cuộc khủng hoảng tài chính, nhưng nó cũng phản ánh rằng chu kỳ kinh tế - cả ở Hoa Kỳ và ở hầu hết các nước OECD - mặc dù hoàn toàn không phải - đã ôn hòa hơn kể từ năm 1945.
Đã có nhiều thời kỳ kinh tế kém hiệu quả kéo đại ở các quốc gia / khu vực cụ thể kể từ năm 1945, được trình bày chi tiết dưới đây, nhưng việc gọi chúng là "khủng hoảng" vẫn còn gây tranh cãi. Chu kỳ kinh tế 2008-2009, bao gồm cuộc khủng hoảng toàn cầu quan trọng nhất kể từ cuộc đại khủng hoảng, đôi khi được gọi là một cuộc suy thoái, nhưng thuật ngữ này không được sử dụng rộng rãi, thay vào đó, giai đoạn này được gọi bằng các thuật ngữ khác, chẳng hạn như "đại suy thoái".

## Các cuộc khủng hoảng đáng chú ý

### Cuộc khủng hoảng chung năm 1640
Bài chi tiết: Cuộc khủng hoảng chung
Cuộc Đại khủng hoảng lớn nhất mọi thời đại xảy ra trong cuộc Tổng khủng hoảng. Tỉnh nhà Minh của Trung Quốc bị phá sản và Chế độ quân chủ Stuart lâm vào cuộc nội chiến trên ba mặt trận ở Ireland, Scotland và Anh. Thomas Hobbes, một triết gia người Anh, đã tạo ra lời giải thích đầu tiên được ghi lại về sự cần thiết của một Hợp đồng xã hội phổ quát trong cuốn sách Leviathan năm 1652 của ông dựa trên tình trạng khốn khổ chung trong xã hội trong thời kỳ này.

### Đại khủng hoảng năm 1837
Sự suy thoái này được thừa nhận là một cuộc Đại khủng hoảng tồi tệ hơn so với cuộc Đại khủng hoảng sau đó vào những năm 1930. Cuộc suy thoái lớn này đã kết thúc ở Hoa Kỳ do cơn sốt vàng ở California và sự bổ sung gấp mười lần của nó vào dự trữ vàng của Hoa Kỳ. Cũng như hầu hết các cuộc suy thoái lớn, nó được theo sau bởi thời kỳ ba mươi năm của nền kinh tế bùng nổ ở Hoa Kỳ, mà ngày nay được gọi là Cách mạng Công nghiệp lần thứ hai (những năm 1850).

#### Sự hoảng loạn năm 1837
Bài chi tiết: Sự hoảng loạn năm 1837
Sự hoảng loạn năm 1837 là một cuộc khủng hoảng tài chính của Mỹ, được xây dựng trên một thị trường bất động sản đầu cơ. Sự ảo tưởng vỡ vào ngày 10 tháng 5 năm 1837 tại thành phố New York, khi mọi ngân hàng ngừng thanh toán bằng tiền đúc vàng và bạc. Sau đó là cơn khủng hoảng kéo dài 5 năm, với sự thất bại của các ngân hàng và tỷ lệ thất nghiệp cao kỷ lục.

### Khủng hoảng kéo dài
Thông tin thêm: Suy thoái kéo dài
Bắt đầu với việc áp dụng chế độ bản vị vàng ở Anh và Hoa Kỳ, cuộc khủng hoảng dài (1873–1896) thực sự kéo dài hơn những gì ngày nay được gọi là đại khủng hoảng , nhưng không sâu ở một số lĩnh vực. Nhiều người từng trải qua thời kỳ này cho rằng nó còn tồi tệ hơn cả giai đoạn khủng hoảng những năm 1930. Nó được biết đến với cái tên "Đại khủng hoảng" cho đến những năm 1930.

### Đại khủng hoảng
Cuộc Đại khủng hoảng những năm 1930 đã ảnh hưởng đến hầu hết các nền kinh tế quốc gia trên thế giới. Sự suy thoái này thường được coi là bắt đầu với sự sụp đổ của Phố Wall năm 1929, và cuộc khủng hoảng nhanh chóng lan sang các nền kinh tế quốc gia khác. Từ năm 1929 đến năm 1933, tổng sản phẩm quốc dân của Hoa Kỳ giảm 33% trong khi tỷ lệ thất nghiệp tăng lên 25% (chỉ riêng tỷ lệ thất nghiệp công nghiệp đã tăng lên xấp xỉ 35% - việc làm của Hoa Kỳ vẫn là nông nghiệp trên 25%).
Ảnh hưởng lâu dài của cuộc Đại khủng hoảng là sự ra đi của mọi loại tiền tệ chính khỏi chế độ bản vị vàng, mặc dù động lực ban đầu cho điều này là Chiến tranh Thế giới thứ hai (xem Hiệp ước Bretton Woods).

### Suy thoái Hy Lạp
Bài chi tiết: Cuộc khủng hoảng nợ có chủ quyền ở châu Âu
Bắt đầu từ năm 2009, Hy Lạp chìm vào cuộc khủng hoảng mà sau hai năm, nó trở thành một vùng suy thoái. Nước này chứng kiến sản lượng kinh tế giảm gần 20% và tỷ lệ thất nghiệp tăng vọt lên gần 25%. Số lượng nợ chính phủ cao của Hy Lạp đã gây ra cuộc khủng hoảng và hoạt động kém hiệu quả của nền kinh tế nước này kể từ khi áp dụng các biện pháp thắt lưng buộc bụng nghiêm trọng đã làm chậm sự phục hồi của toàn bộ khu vực đồng euro. Những rắc rối liên tục của Hy Lạp đã dẫn đến các cuộc thảo luận về việc nước này rời khỏi khu vực đồng tiền chung châu Âu.

### Thời kỳ hậu cộng sản suy thoái
Cuộc khủng hoảng kinh tế trong những năm 1990 xảy ra với các thành viên cũ của Liên bang Xô viết gần như dữ dội gấp đôi so với cuộc Đại suy thoái ở các nước Tây Âu và Hoa Kỳ trong những năm 1930. Mức sống trung bình đã ghi nhận một sự sụt giảm nghiêm trọng vào đầu những năm 1990 ở nhiều vùng của Khối phía Đông cũ, đặc biệt là ở các quốc gia hậu Xô Viết. Ngay cả trước cuộc khủng hoảng tài chính năm 1998 của Nga, GDP của Nga chỉ bằng một nửa so với đầu những năm 1990. Một số dân số ngày nay vẫn còn nghèo hơn so với năm 1989 (ví dụ: Ukraine, Moldova, Serbia, Trung Á, Caucasus). khoảng 45% từ năm 1990 đến năm 1996  và tỷ lệ nghèo trong khu vực đã tăng hơn 10 lần.
Các nhà kinh tế Phần Lan gọi sự suy giảm kinh tế Phần Lan trong và sau khi Liên Xô tan rã (1989–1994) là một cuộc suy thoái lớn (suuri lama). Tuy nhiên, sự suy thoái này là đa nguyên nhân, với mức độ nghiêm trọng của nó là sự trùng hợp của nhiều cú sốc bên ngoài đột ngột, bao gồm mất thương mại của Liên Xô, cuộc khủng hoảng tiết kiệm và cho vay và suy thoái đầu những năm 1990 ở phương Tây, với tình trạng quá nóng nội bộ đã bùng phát suốt những năm 1980. Tự do hóa đã dẫn đến cái gọi là "nền kinh tế sòng bạc". Những vấn đề dai dẳng về cơ cấu và chính sách tiền tệ vẫn chưa được giải quyết, khiến nền kinh tế dễ bị tổn thương bởi những cú sốc nhẹ từ bên ngoài. Sự suy thoái có ảnh hưởng lâu dài: đồng markka của Phần Lan bị thả nổi và cuối cùng được thay thế bằng đồng euro vào năm 1999, chấm dứt nhiều thập kỷ kiểm soát của chính phủ đối với nền kinh tế, nhưng tỷ lệ thất nghiệp kéo dài cũng cao. Việc làm chưa bao giờ trở lại thậm chí gần với mức trước khủng hoảng.

## Các cuộc khủng hoảng khác

### Toàn cầu
Cuối những năm 1910 và đầu những năm 1920 được đánh dấu bằng một cuộc suy thoái kinh tế bùng phát trong những hoàn cảnh đặc biệt thảm khốc: Chiến tranh thế giới thứ nhất và hậu quả của nó đã dẫn đến sự sụt giảm trên toàn cầu về hàng hóa đã hủy hoại nhiều quốc gia đang phát triển, trong khi những người lính phục vụ trở về từ chiến hào thấy mình có tỷ lệ thất nghiệp cao; các doanh nghiệp thất bại, không thể chuyển sang nền kinh tế thời bình. Ngoài ra, đại dịch cúm Tây Ban Nha năm 1918–20 đã đưa hoạt động kinh tế vào bế tắc vì thậm chí nhiều người trở nên mất khả năng lao động. Hầu hết các nước phát triển hầu hết đã phục hồi vào năm 1921–22, tuy nhiên Đức chứng kiến nền kinh tế của mình suy sụp cho đến năm 1923–24 vì cuộc khủng hoảng siêu lạm phát.
Cuộc khủng hoảng dầu mỏ năm 1973, cùng với chi phí duy trì trạng thái phúc lợi gia tăng ở hầu hết các quốc gia đã dẫn đến suy thoái từ năm 1973 đến năm 1975, sau đó là thời kỳ tăng trưởng gần như tối thiểu, lạm phát và thất nghiệp gia tăng. Cuộc khủng hoảng 1980–82 đánh dấu sự kết thúc của thời kỳ này.
Các khoản tiết kiệm và cho vay và các cuộc khủng hoảng mua đứt đòn bẩy đã dẫn đến một cuộc suy thoái trầm trọng vào giữa đến cuối năm 1989, gây ra cuộc suy thoái trong giai đoạn 1990–91 (cũng được thúc đẩy bởi cuộc khủng hoảng giá dầu), tác động của nó kéo dài đến cuối năm 1994. Sự suy thoái này là được nhớ đến nhiều hơn vì những tác động chính trị của nó: Thủ tướng Anh Margaret Thatcher phải từ chức vào tháng 11 năm 1990; và trong khi tỷ lệ tán thành của ông trên 60%, Tổng thống Hoa Kỳ George H. W. Bush đã thất bại trong cuộc bầu cử năm 1992 trước Bill Clinton vì tình trạng tồi tệ trong nước được đánh dấu bởi sự khủng hoảng và sự suy thoái đô thị ngày càng tăng.
Năm 2005, giá dầu liên tục tăng và nền kinh tế phát triển quá nóng do bãi bỏ quy định đã dẫn đến sự suy thoái dần dần của nền kinh tế thế giới với lạm phát và thất nghiệp gia tăng khi tăng trưởng chậm lại: Bong bóng nhà đất ở Mỹ bùng nổ vào năm 2007, và nền kinh tế Mỹ rơi vào suy thoái. Điều này dẫn đến sự thất bại của nhiều tổ chức tài chính nổi tiếng trong suốt năm 2008, đáng chú ý nhất là Lehman Brothers, dẫn đến mất hàng triệu việc làm.

### Khu vực
Một số quốc gia Mỹ Latinh đã có những đợt suy thoái nghiêm trọng trong những năm 1980: theo định nghĩa của Kehoe và Prescott về một cuộc khủng hoảng lớn trong ít nhất một năm với sản lượng thấp hơn 20% so với xu hướng, Argentina, Brazil, Chile và Mexico đã trải qua những đợt khủng hoảng lớn trong những năm 1980 và Argentina trải qua một kinh nghiệm khác vào năm 1998–2002. Các nước Nam Mỹ một lần nữa rơi vào tình trạng này vào đầu những năm 2010.
Định nghĩa này cũng bao gồm hoạt động kinh tế của New Zealand từ năm 1974 đến năm 1992 và Thụy Sĩ từ năm 1973 đến nay, mặc dù việc chỉ định này cho Thụy Sĩ đã gây tranh cãi.
Từ năm 1980 đến năm 2000, Châu Phi cận Sahara nhìn chung đã bị giảm mức thu nhập tuyệt đối.

## Cũng có thể xem
- Great Recession
- L-shaped recession
- List of recessions
- List of recessions in the United States
- Recession
- Stagflation